# 索贝克霍特普四世
索贝克霍特普四世（英語：Sobekhotep IV），埃及第十三王朝最重要的法老。在位约8年。他率军进攻努比亚，与近东开展往来，并在很多神庙中立起他自己的雕像。